# Чоя
Чоя — село в Республике Алтай России. Административный центр Чойского района и Чойского сельского поселения.

## Этимология
Название от алтайского чой — «чугун, железная руда» (для сравнения: киргизское чой — «твёрдый, окрепший, крепкий»).

## Физико-географическая характеристика
Находится на берегу реки Иши, в северной части республики. Его окружают вершины Буланак и Кучук высотой до 500—600 метров.
В окрестностях произрастает множество лекарственных трав, таких как, сабельник, спорыш, мята, мелисса, марьин корень, бадан и другие. Горные склоны, пастбища и поймы рек покрыты кустарниками малины, калины, рябины, черёмухи, кислицы и смородины. В соседних лесах преобладают лиственные деревья: берёза, осина, а в урочищах ель, пихта, сибирский кедр и обыкновенная сосна. Обилие дождей благоприятствует произрастанию грибов. В летнее время урожай лесных ягод: земляники и клубники.

## История
Основано в 1876 году русскими переселенцами и купцами. Удачно расположившись на Бийском тракте Чоя быстро стала одним из важнейших торговых центров Горного Алтая. Здесь селились приезжие из Тобольской, Пермской, Саратовской, Курской губерний, которые занимались торговлей, охотой, рыболовством, разведением скота, корчёвкой леса, изготовлением саней, предметов домашнего обихода. По данным 1905 года. в селе числилось 53 души, не считая женщин и детей. Привозили в Чою пушнину, рыбу, ягоду, орех, мёд, лекарственные травы, живицу, мясо, масло и мороженую рыбу для продажи бийским купцам. При этом основными товарами, которые приобретали чойцы, были мука, зерно, железо, соль, текстиль, обувь, охотничье оружие.
На берегу реки Иши была установлена паровая мельница, позднее национализированная, однако проработавшая до 1938 года, момента запуска дизельной электростанции. Электрификация стала важным для событием, так для переработки молока был построен маслосырзавод, функционирующий в начале XXI века. Одновременно с электростанцией началась прокладка автодороги, соединившей село с Улалой (ныне Горно-Алтайском). В 1950-х годах в проведена телефонная связь.

## Население
| 1939  | 1989  | 2002  | 2010  | 2011  | 2012  | 2013  |
| ----- | ----- | ----- | ----- | ----- | ----- | ----- |
| 1045  | ↗1831 | ↗1919 | ↘1916 | ↗1917 | ↘1914 | ↗1935 |
| 2014  | 2015  | 2016  |       |       |       |       |
| ↗1936 | ↘1922 | ↗1948 |       |       |       |       |

## Социальная сфера
Работают общеобразовательная школа на 400 мест, детский сад на 110 мест, музыкальная школа, дом детского творчества, районный дом культуры; районная больница со стационаром, гостиница, несколько кафе и аптечных пунктов.

## Туризм
Река Иша, на которой стоит Чоя, привлекает туристов и рыбаков. Здесь водятся щука, карась, чебак и хариус, заходящий в осенний период из горных рек.

## Радиовещание
1,539 AM «Радио Маяк» (ПЛАН)
102,6 МГц «Радио Пи FM»;